# Libungan
Libungan es un municipio filipino de segunda categoría, situado al sur de la isla de Mindanao. Forma parte de la provincia de Cotabato del Norte situada en la Región Administrativa de Soccsksargen también denominada Región XII. 
Para las elecciones está encuadrado en el Primer Distrito Electoral de esta provincia.

## Barrios
El municipio de Libungan se divide, a los efectos administrativos, en 20 barangayes o barrios, conforme a la siguiente relación:
| - Abaga - Baguer - Barongis - Batiocán | - Cabaruyán - Cabpangi - Demapaco - Grebona | - Gumaga - Kapayawi - Kiloyao - Kitubod | - Malengén - Montay - Nica-án - Palao | - Población - Sinapangán - Sinawingán - Ulamián |  |

## Historia
Originalmente sus pobladores manobos conociíab este lugar como  "Dadas", que significa camino abajo por el río.
Ese río es el Libungan, así nombrado por los manobos, palabra que significa tramposo,  ya que el río cambió de curso dañando las cosechas, de modo que los labradores de la zona fueron engañados por el río. 
Otros manobos conocían el lugar como "Tubak", palabra que significa  "río que erosiona."
El principal grupo de inmigrantes que se asentaron en el lugar fueron  cebuanos.
En la primera parte de década de 1930 se asentaron más personas procedentes de Luzón y Bisayas.
Durante la Segunda Guerra Mundial las montañas sirvieron de escondites para la guerrilla, mientras que el río Libungan fue campo de batalla.
En 1945 nuevos colonos llegaron y despejaron el bosque y tierras fértiles para el cultivo.
En 1955 varios vecinos fueron elegidos concejales de Midsáyap tomando la iniciativa para la creación del Municipio de Libungan, con 14 barrios,  que fue efectiva el 7 de agosto de 1961. Años más tarde el número de aumento de barrios es de 32. Pero en 1969 fue creado el municipio de Alamada.
Nueve barrios proceden de Midsayap, a saber Libungan (Población), Barongis, Cabaruyan, Batiocan, Sinawingan, Baguer, Montay y Demapaco. Narrios nuevos fueron Abaga, Cabpangi, Grebona, Gumaga, Kapayawi, Kiloyao, Malengen, Sinapangan, Kitubod, Nicaan y Palakat, que luego desaparece. Por último, en se crean dos nuevos barrios, a saber Palao y Ulamián.